# Piesočná
Piesočná je kopec s nadmořskou výškou 593,5 m n. m., který se nachází poblíž vesnice Lisková v okrese Ružomberok v Žilinském kraji na Slovensku. V masívu Piesočné se nachází Liskovská jaskyňa a několik dalších jeskyní, závrtů a dolů. Na vrcholu, z kterého je rozhled do údolí řeky Váh, se nachází zděná kaple a kříž.

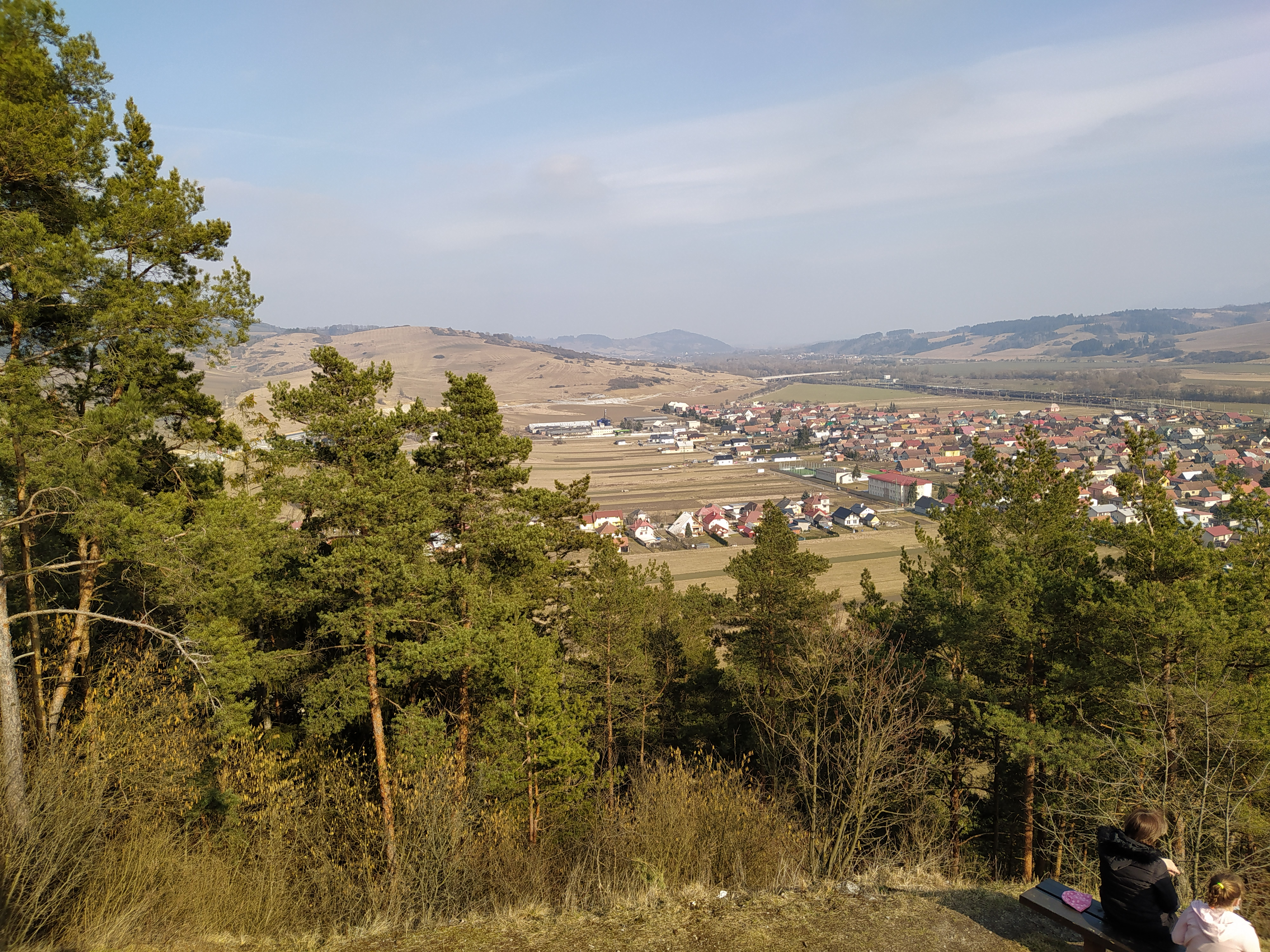
Výhled z vrcholu

## Další informace
Přístup na vrchol je nejvhodnější od vesnice Lisková přes značenou Krížovou cestu v Liskovej. Alternativní neznačená cesta je z vesnice Martinček.
Piesočná je součástí národní přírodní památky Liskovská jaskyňa.
Poblíž se nachází skalní věž Skalná päsť.